# Litopenaeus schmitti
Litopenaeus schmitti is een tienpotigensoort uit de familie van de Penaeidae. De wetenschappelijke naam van de soort is voor het eerst geldig gepubliceerd in 1936 door Burkenroad.